# Sarve
Sarve je pobřežní vesnice na poloostrově Sarve u Muhuského průlivu Baltského moře, ve východní části ostrova Hiiumaa v kraji Hiiumaa v Estonsku.

## Další informace
Název místa je poprvé písemně zmíněn v roce 1581 jako Sarwa a možná je to i místo neznámého přístavu zmiňovaného v roce 1254 jako Portus Sarwo. Do správní reformy Estonska v roce 2017 patřila Sarve do obce Pühalepa. Sousední vesnice jsou Soonlepa a Heltermaa. Název vesnice je odvozen od slova „sarv“ (česky „roh“). Většina Sarve se nachází v oblasti přírodního parku Sarve s unikátními vápencovými loukami. K Sarve také patří několik blízkých ostrůvků, z nichž největší je Heinlaid a Kaevatsi. Obcí prochází silnice Heltermaa-Sarve-Aruküla na které se nacházejí autobusové zastávky. V obci se nachází malý přístav Sarve. Za přiznivých zimních podmínek ze Sarve na kontinentální část estonska Ledová cesta Hiiumaa-Mandri. Na území obce se nachází velké množství bludných balvanů a souvků. Nachází se zde také tábořiště Sarve (Sarve telkimisala), centrální turistická trasa Heltermaa-Ristna-Sarve (Heltermaa-Ristna-Sarve haru) a cyklostezka. Zřizovatelem tábořiště i turistické stezky je RMK.

## Galerie

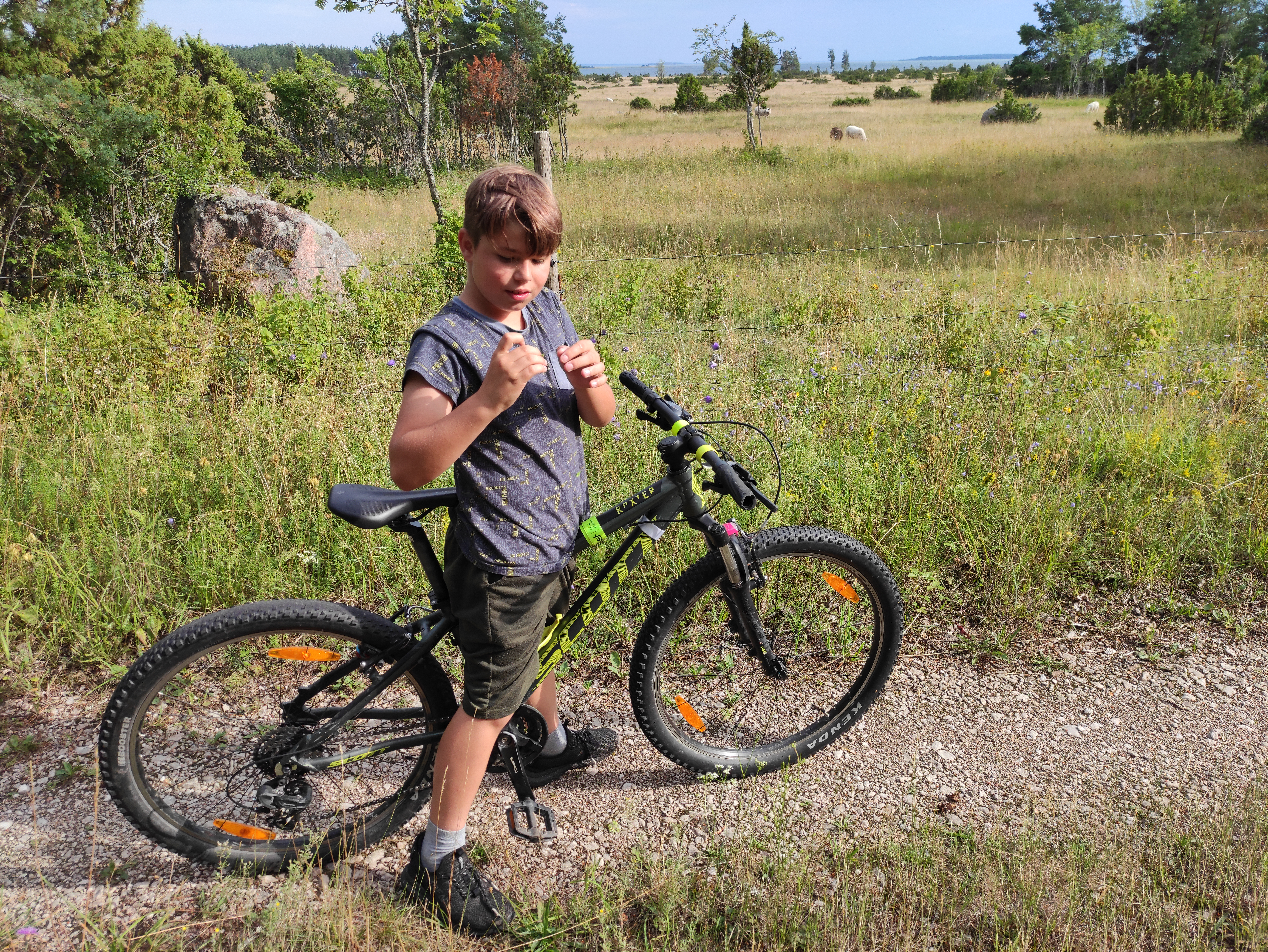
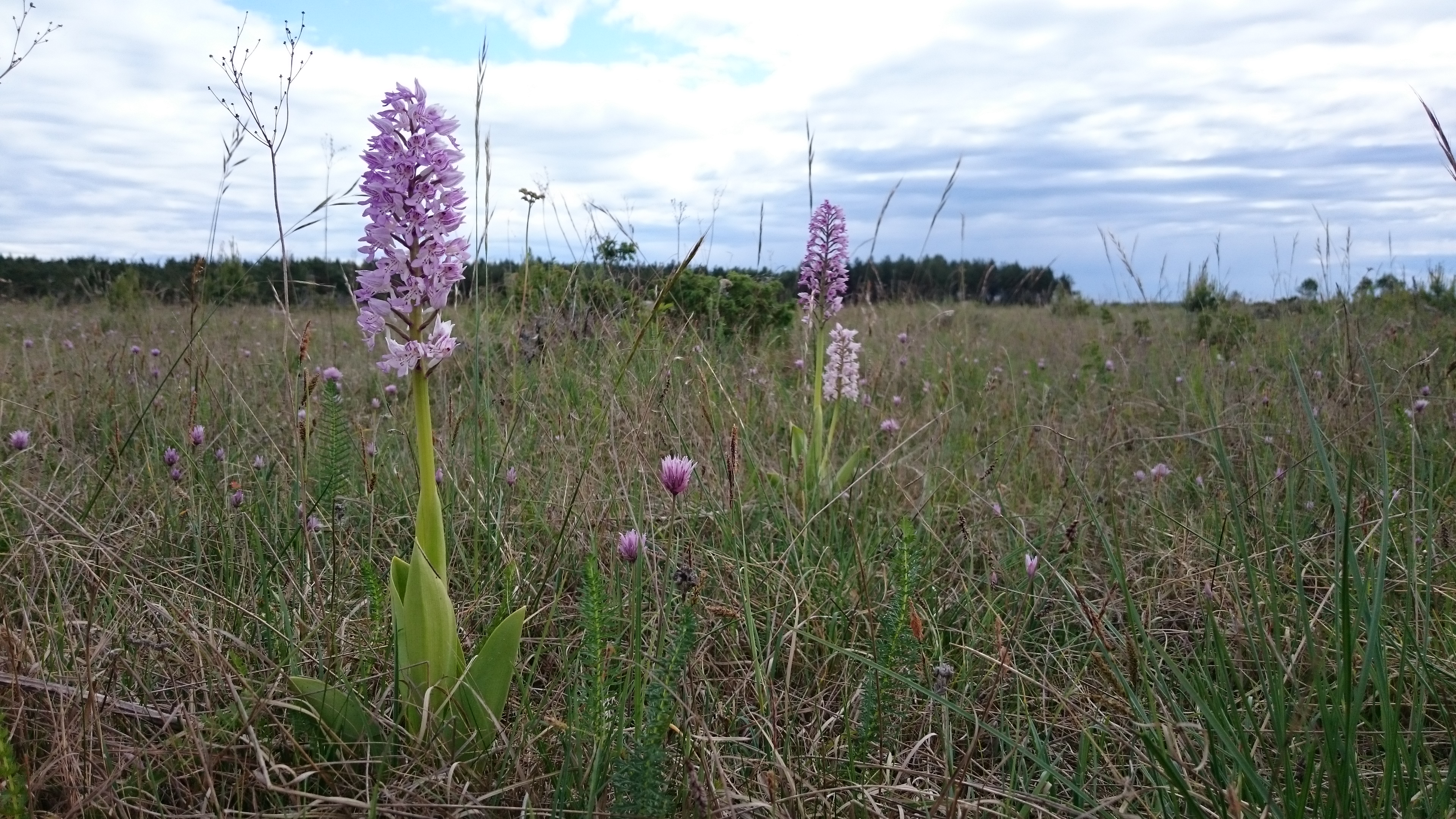